# تفجير توب كوفي
في 14 يوليو 2024، انفجرت سيارة مفخخة بالقرب من دالجيركا داهسون في حي بونطيري، مقديشو. وقع الانفجار في الساعة 10:28 مساءً بالتوقيت المحلي. كان الهدف هو مقهى «Top Coffee» حيث كان الناس يشاهدون مباراة كرة القدم النهائية لبطولة أوروبا 2024 بين إنجلترا وإسبانيا.
قام انتحاري بإيقاف سيارة مليئة بالمتفجرات خارج المقهى. وأدى الانفجار إلى مقتل أكثر من تسعة أشخاص وإصابة 20 آخرين. وكانت حركة الشباب مسؤولة عن الهجوم.

## خلفية
الشباب هي جماعة مسلحة هاجمت الأماكن العامة التي يشاهد فيها الناس مباريات كرة القدم .
في 11 يوليو 2010، قاموا بقصف مكانين في كامبالا، أوغندا ، أثناء المباراة النهائية لكأس العالم. وقد أدت هذه الانفجارات إلى مقتل 74 شخصًا وإصابة 85 آخرين.
في 15 يونيو 2014، هاجموا مدينة مبيكيتوني في كينيا. كان العديد من الناس يشاهدون مباريات كأس العالم في الأماكن العامة. وأدت هذه الهجمات إلى مقتل ما لا يقل عن 60 شخصًا.

### هدف
تقع توب كوفي بالقرب من نصب الجندي المجهول في حي بونطيري، على بعد أقل من 500 متر من فيلا الصومال. في ليلة المباراة النهائية لبطولة كأس الأمم الأوروبية 2024 بين إنجلترا وإسبانيا ، تجمع العديد من الأشخاص في المقهى لمشاهدة المباراة.

## هجوم
أوقف انتحاري من حركة الشباب سيارة محملة بالمتفجرات خارج المقهى. انفجرت السيارة المفخخة في الساعة 10:28 مساء بالتوقيت المحلي. كانت معظم الضحايا من الناس في الشارع والمتفرجين الذين يشاهدون مباراة كرة القدم.

## عواقب
وأدى الانفجار إلى مقتل أكثر من تسعة أشخاص وإصابة 20 آخرين. وأعلنت حركة الشباب مسؤوليتها عن الهجوم.

### ردود الفعل
- غرد الرئيس الصومالي السابق شريف شيخ أحمد على تويتر:

| Sharif Sheikh Ahmed | تويتر |
| ‎@HESharifShAhmed    |       |

             I strongly condemn the heinous attack on the young people who were watching games at the Top Coffee in Mogadishu tonight.
         

            إنني أدين بشدة الهجوم الشنيع على الشباب الذين كانوا يشاهدون المباريات في توب كوفي في مقديشو الليلة.
        

        15 يوليو 2024

- نشر وزير التخطيط والتعاون الدولي الصومالي السابق عبد الرحمن عبد الشكور ورسمي صورة على X وقال؛

| Abdirahman Abdishakur | تويتر |
| ‎@AAbdishakur          |       |

             May God have mercy on the people who lost their lives tonight in the explosion carried out by AS terrorists at the Top Coffee restaurant while they were watching the final game of the European Cup. The pictures shown here depict how AS terrorists are enemies of peace and our way of life. We must unite against this ruthless enemy that poses a threat to both the state and its people.
         

            رحم الله الأشخاص الذين فقدوا حياتهم الليلة في الانفجار الذي نفذه إرهابيو حركة الشباب في مطعم توب كوفي أثناء مشاهدتهم المباراة النهائية لكأس أوروبا. الصور المعروضة هنا تصور كيف أن إرهابيي لحركة الشباب أعداء السلام وطريقة حياتنا. يجب أن نتحد ضد هذا العدو القاسي الذي يشكل تهديدًا للدولة وشعبها.
        

        14 يوليو 2024